# U-Bahnhof Wandsbek Markt
Der U-Bahnhof Wandsbek Markt ist eine Tunnel-Haltestelle der Hamburger U-Bahn-Linie U1 im Stadtteil Wandsbek und liegt unterhalb des Wandsbeker Marktplatzes. Das Kürzel der Station bei der Betreiber-Gesellschaft Hamburger Hochbahn (HHA) lautet „WM“. Zusammen mit dem darüber gelegenen Busbahnhof zählt sie zu den meistfrequentierten Verkehrsknotenpunkten in Hamburg.

## Umsteigeanlage U-Bahn/Bus
Der von Jürgen Elingius und Gottfried Schramm entworfene Bahnhof galt bei seiner Eröffnung als modernste Umsteigeanlage zwischen U-Bahn und Bus in Europa und wurde Vorbild für die U-Bahnhöfe Burgstraße (1967 eröffnet) und Billstedt (1969 eröffnet). Der über dem U-Bahnhof liegende Busbahnhof von Heinz Graaf war für stündlich 60 Busse und täglich 30.000 Fahrgäste ausgelegt, insbesondere als zentraler Anlaufpunkt der Buslinien aus den östlichen Stadtteilen Jenfeld, Tonndorf und Rahlstedt (Gebrochener Verkehr). Bereits nach kurzer Zeit stieg die Zahl auf bis zu 110 Busse pro Stunde und 50.000 Fahrgäste, was ihn zum größten Nahverkehrs-Busbahnhof Deutschlands machte.

## Geschichte

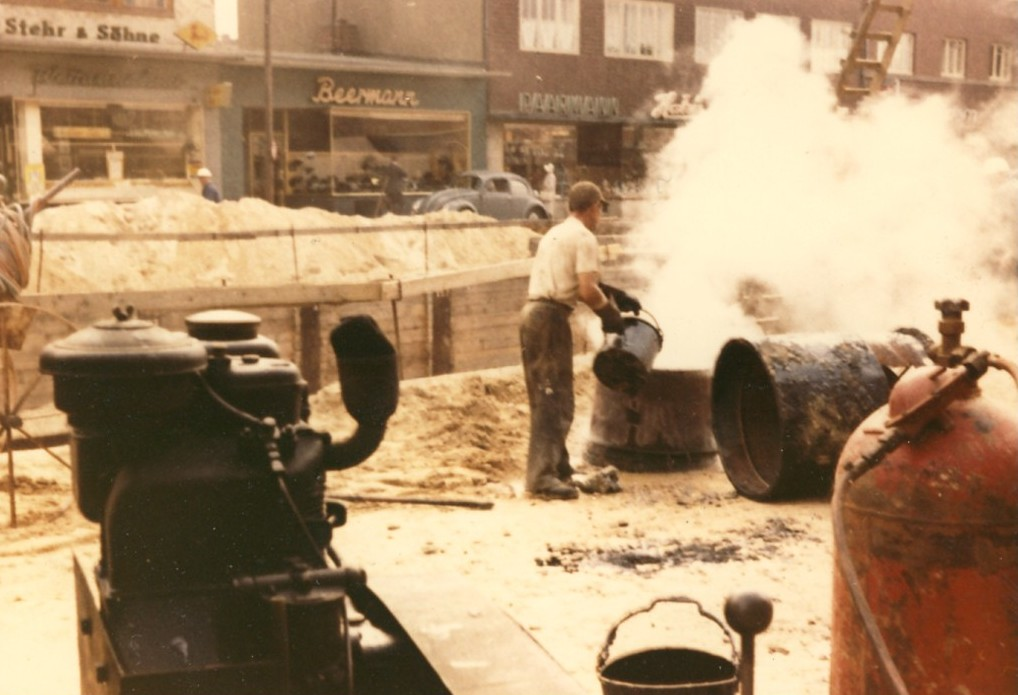
U-Bahn-Bau 1960/61

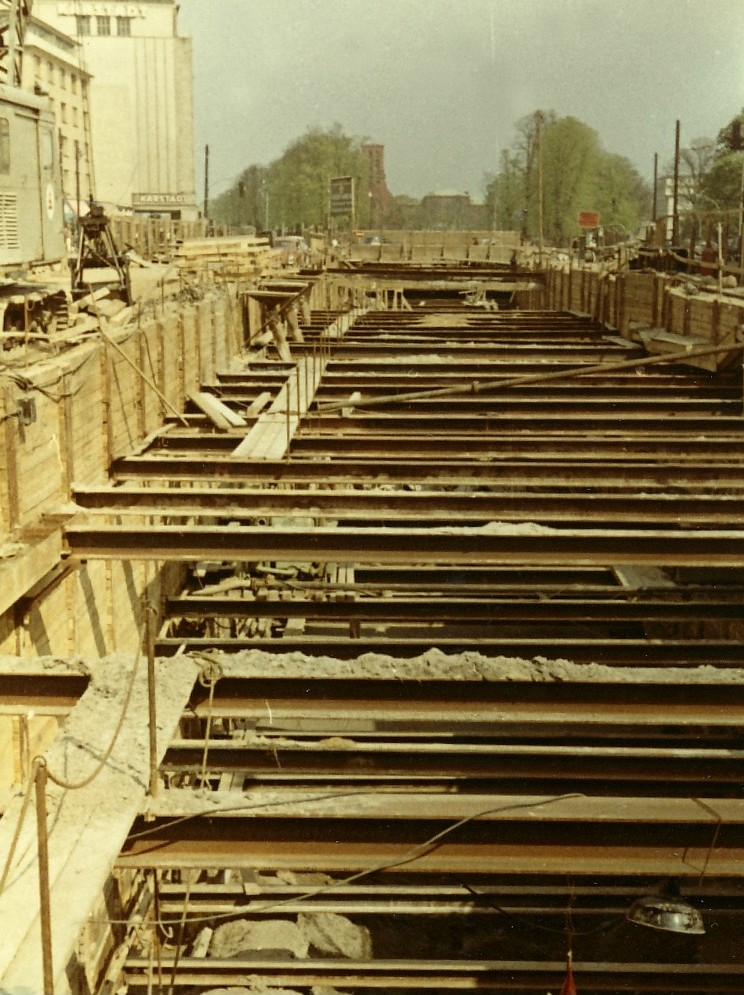
U-Bahn-Bau 1961, der Wandsbeker Markt im Hintergrund bei den Bäumen

Als erste Netzerweiterung der Hamburger U-Bahn nach dem Zweiten Weltkrieg wurde eine Verlängerung der KellJung-Linie (Kellinghusenstraße–Jungfernstieg) geplant. Diese sollte vom Jungfernstieg über Meßberg und den Hauptbahnhof nach Wandsbek und Farmsen führen, wo sie an die Walddörferbahn anschließen sollte. Abweichend von den ersten Planung wurde am 18. Februar 1959 beschlossen, die neue Strecke schon in Wandsbek-Gartenstadt enden zu lassen. Neben starken Einsparungen bei den Baukosten konnte so der nördlich an Wandsbek angrenzende, dicht bewohnte Stadtteil Dulsberg angeschlossen werden.
Der U-Bahnhof Wandsbek Markt entstand unterhalb des Wandsbeker Marktplatzes, wo sich vorher ein kleiner Park und eine Fläche für einen Wochenmarkt befunden hatte. Wie die gesamte Strecke wurde er in offener Bauweise errichtet, wozu ab 1960 der direkte Straßenbahnbetrieb zur Hamburger Innenstadt durch die Lübecker Straße und Wandsbeker Chaussee komplett eingestellt und durch einen sehr dichten Busbetrieb ersetzt wurde. Die offizielle Eröffnung der Station fand am 25. Oktober 1962 statt, der reguläre Betrieb wurde am 28. Oktober aufgenommen. Dabei wurde auch die Busumsteigeanlage eröffnet, die über Aufgänge von der östlichen Verteilerebene aus erreichbar ist. Diese Bussteiganlage mit 13 Halteplätzen war damals nur über diesen einen Zugang mit eigener Sperre mit Schaffnerbesetzung (in HVZ bis zu sechs Schaffner) zugänglich, damit von den Bussteigen die Busse ohne Kassengeschäft/Fahrkartenkontrolle möglichst zügig betreten und abgefertigt werden konnten. Mitten auf der Anlage steht eine erhöhte Leitkanzel, wo damals ein Disponent die Abfahrten der Busse auf die Fahrgastströme nach U-Bahn-Ankunft dirigierte. Zunächst wurde das über eine Lautsprecheranlage und Lichtzeichen, 1964 erfolgte hier die Einführung des örtlichen Sprechfunks zwischen Leitstelle und den damit ausgerüsteten Bussen.
Bis zum 3. März 1963, als der nächste Streckenabschnitt bis Straßburger Straße in Betrieb genommen wurde, war Wandsbek Markt Endstation.

### Umbau

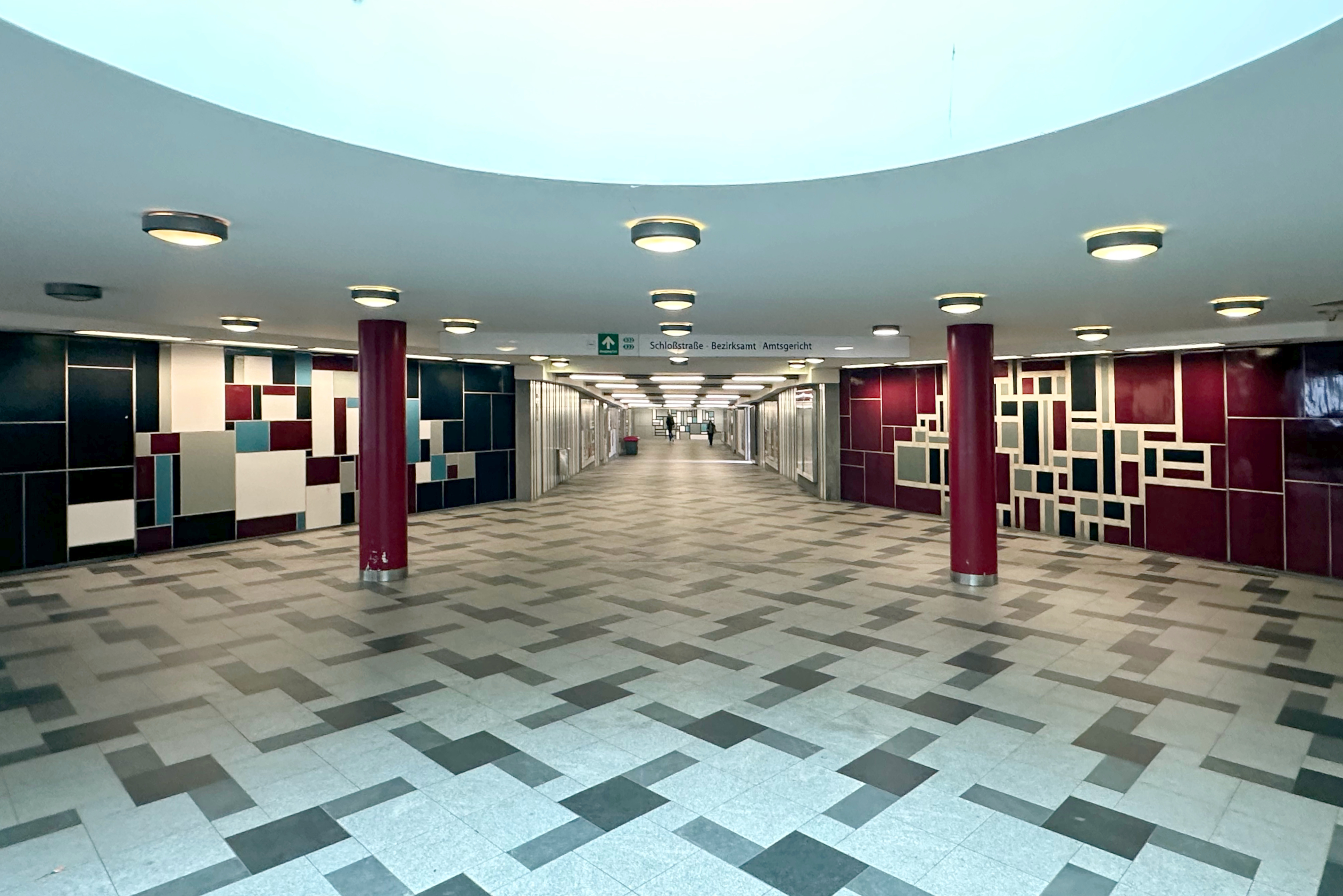
Östliche Zwischenebene mit drei Wandmosaiken von Johannes Ufer (1962)

Die stark angewachsenen Fahrgastzahlen machten einen Umbau der Anlage von 2000 bis 2003 notwendig, der in kleinerem Maße auch den U-Bahnhof betraf. Dabei wurden einige wenig genutzte Zugänge geschlossen, Teile des Bahnsteigs erhöht und ein Fahrstuhl eingebaut, sodass der Bahnhof jetzt als barrierefrei gilt. Der Fahrstuhl verbindet den Bahnsteig und die östliche Zwischenebene mit dem darüberliegenden neuen Platz, von dort kann der Busbahnhof erreicht werden. In der Zwischenebene sind eine HVV-Servicestelle und ein Restaurant der McDonald’s-Kette hinzugekommen. Bei der Umgestaltung des Busbahnhofs durch die Architekten Friedhelm Grundmann und Mathias Hein wurden auch die Abgänge zur U-Bahn neu gestaltet: u. a. entwarf die Malerin Gisela Grundmann über den Rolltreppen wolkenähnliche Deckenabhängungen.

## Anlage

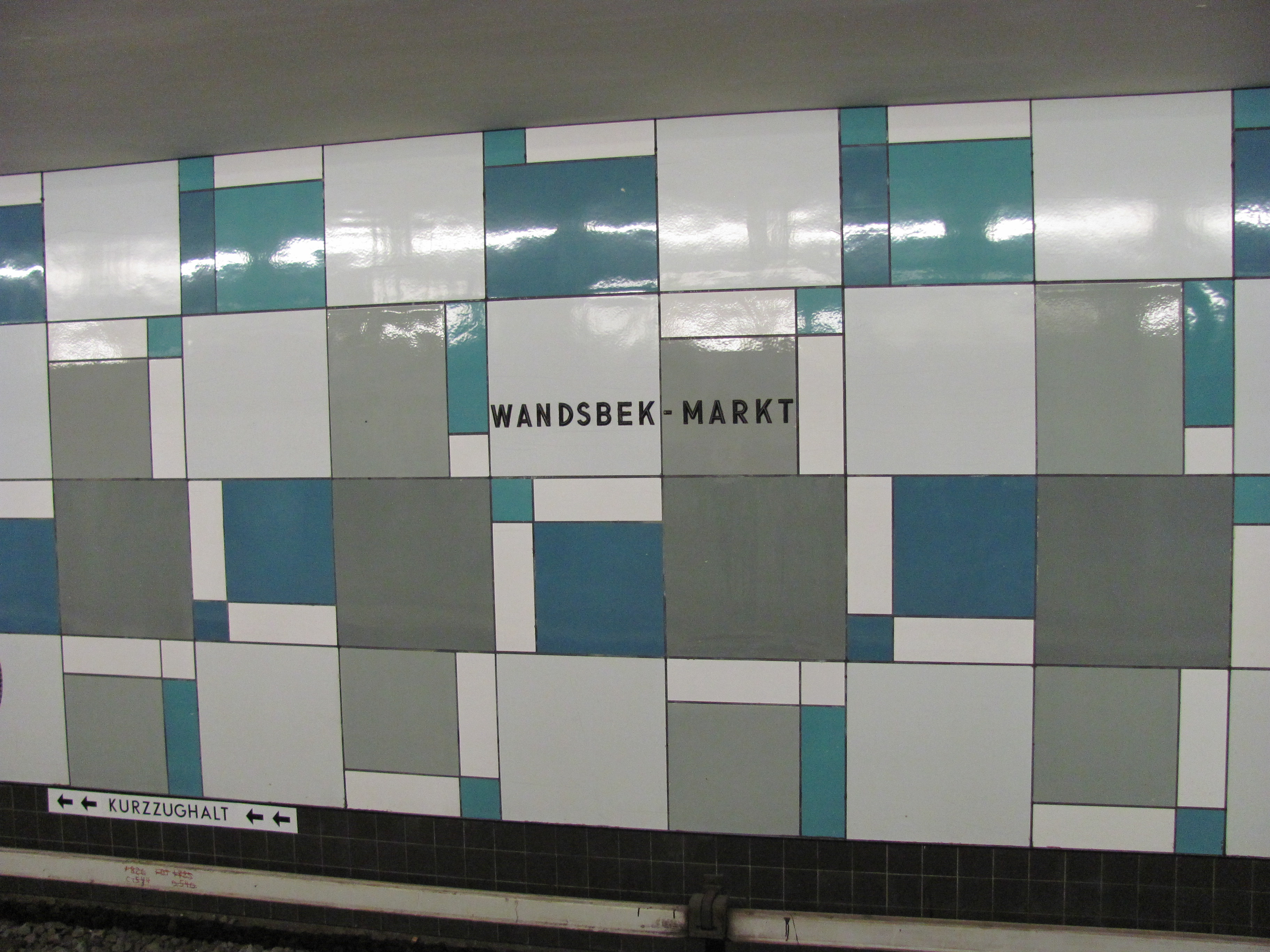
Wandfliesen hinter den Gleisen

Der Bahnhof mit Mittelbahnsteig liegt am Ende einer langen, vom Hauptbahnhof Richtung Nordosten verlaufenden Tunnelstrecke vom Steindamm bis zur Wandsbeker Marktstraße, bevor diese in einer 90°-Kurve nordnordwestlich unter die Wandsbeker Allee (Hamburger Ring 2) abknickt. Dort befindet sich eine Kehranlage mit zwei hintereinander liegenden Kehrgleisen in Mittellage.
Für den Bahnhofszugang, aber auch für die Querung der stark befahrenen Straßen für Fußgänger, besteht je eine Zwischenebene am West- und Ostende des Bahnhofs. Während die Zwischenebene im Westen recht klein ist und mit vier Aufgängen hauptsächlich dem Zugang zur Station dient, befindet sich auf der Ostseite eine deutlich größere Anlage mit Läden und in Kreuzform, von der zahlreiche Treppen zur Busanlage und den Straßen rings um den Bahnhof führen sowie ein Gang zum Einkaufszentrum „Wandsbek Quarree“. Ursprünglich gab es noch einen Gang, der direkt oberhalb des Tunnels der Kurve der U-Bahn folgte und zu Aufgängen an der Nordostecke des Wandsbeker Marktes führte. Da dieser Gang wenig genutzt wurde und schlecht zu überwachen war, wurde er 2000 geschlossen.
Entworfen vom Architektur-Büro Schramm und Jürgen Elingius, dominieren im Bahnhof rechteckige Fliesen. Während die Bodenfliesen im Zwischengeschoss und auf dem Bahnsteig in Hell- und Dunkelgrau gehalten sind, sind die Wände in der Bahnsteighalle mit glasierten und dadurch reflektierenden Fliesen in verschiedenen Grau- sowie Blau- und Türkistönen verkleidet. Die Decken sind inzwischen weiß gestrichen.
Zur westlich gelegenen Haltestelle Wandsbeker Chaussee sind es 600 Meter, bis zur nördlich gelegenen Straßburger Straße 1270 Meter.

## Anbindung

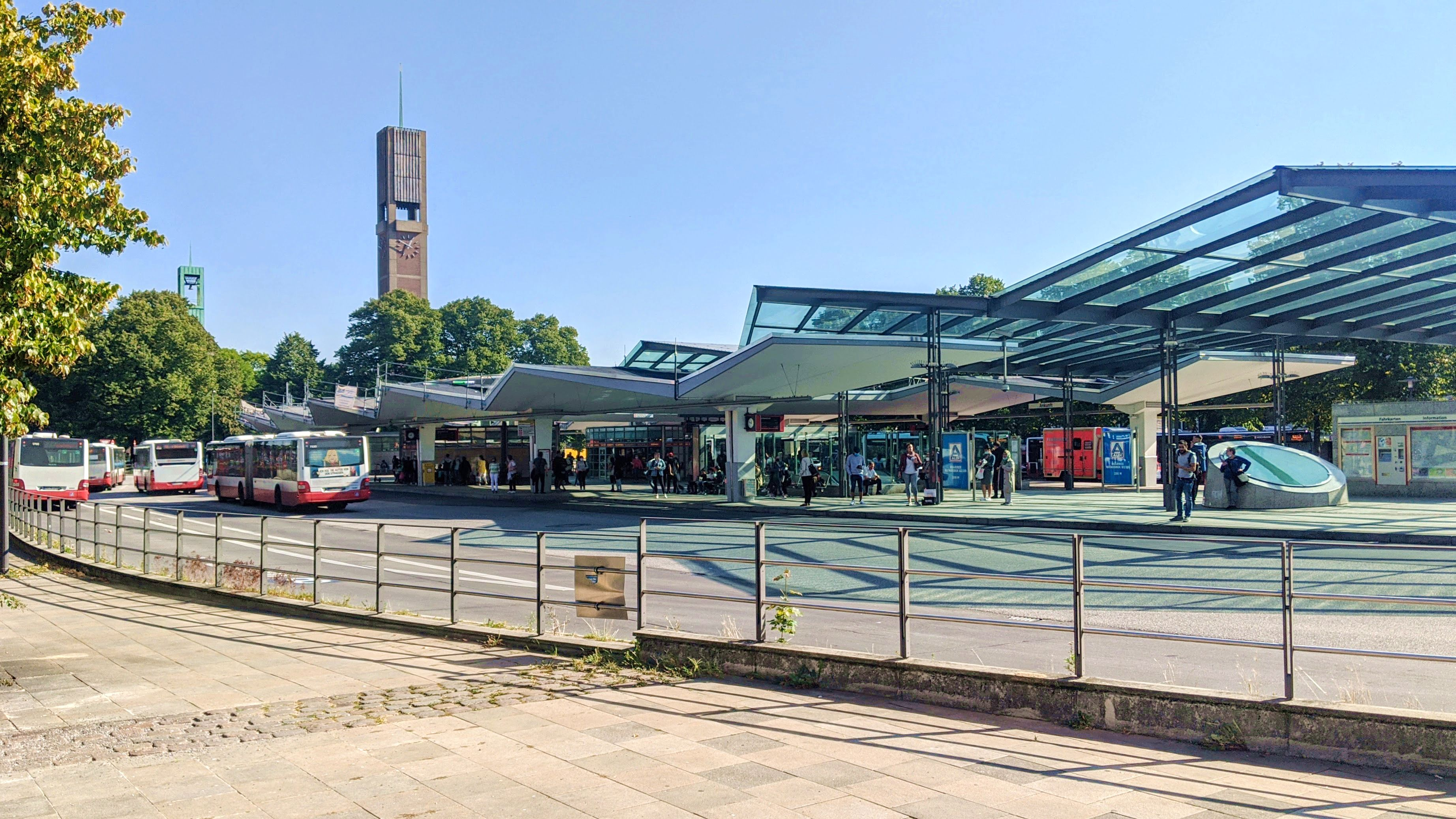
Busbahnhof Wandsbek Markt

Der U-Bahnhof Wandsbek Markt wird wochentags zwischen 6 und 21 Uhr (sonnabends 10–21 Uhr) von der Linie U1 im 5-Minuten-Takt angefahren, in den übrigen Zeiten alle 10 bis 20 Minuten. In den Hauptverkehrszeiten gibt es zusätzliche Verstärkungsfahrten. Des Weiteren besteht am darüberliegenden Wandsbeker Busbahnhof Anschluss zu sechs Metrobuslinien- sowie zahlreichen weiteren Buslinien in Richtung Barmbek und City Nord, Bramfeld und Sasel, Tonndorf und Rahlstedt, Jenfeld, Barsbüttel, Billstedt und Billbrook.
Der U-Bahnhof hat täglich 55.181 Ein- und Aussteiger (mo–fr, 2019).
| Linie | Verlauf |
| ----- | --- |
| U 1   | Norderstedt Mitte – Richtweg – Garstedt – Ochsenzoll – Kiwittsmoor – Langenhorn Nord – Langenhorn Markt – Fuhlsbüttel Nord – Fuhlsbüttel – Klein Borstel – Ohlsdorf – Sengelmannstraße (City Nord) – Alsterdorf – Lattenkamp (Sporthalle) – Hudtwalckerstraße – Kellinghusenstraße – Klosterstern – Hallerstraße – Stephansplatz (Oper/CCH) – Jungfernstieg – Meßberg – Steinstraße – Hauptbahnhof Süd – Lohmühlenstraße – Lübecker Straße – Wartenau – Ritterstraße – Wandsbeker Chaussee – Wandsbek Markt – Straßburger Straße – Alter Teichweg – Wandsbek-Gartenstadt – Trabrennbahn – Farmsen – Oldenfelde – Berne – Meiendorfer Weg – Volksdorf / Streckenast Ohlstedt – Buckhorn – Hoisbüttel – Ohlstedt \ Streckenast Großhansdorf – Buchenkamp – Ahrensburg West – Ahrensburg Ost – Schmalenbeck – Kiekut – Großhansdorf |